# Golf Cup of Nations 1979
De Golf Cup of Nations 1979 was de 5e editie van dit voetbaltoernooi dat werd gehouden in de Iraakse hoofdstad Bagdad van 23 maart 1979 tot en met 9 april 1979. Het toernooi zou eerst worden gehouden in Abu Dhabi, maar zij trokken zich terug om dit te organiseren. Het thuisland won het toernooi voor de eerste keer, zij wonnen al hun wedstrijden. Koeweit had alle voorgaande edities gewonnen en verloor nog enkele wedstrijden in deze toernooien. Dit toernooi werd er echter voor het eerst verloren, van de latere kampioen Irak met 3-1. Hussain Saeed werd topscoorder van het toernooi, hij scoorde 10 keer. Dat is een record dat sindsdien niet meer verbroken is. Hadi Ahmed werd beste speler, Ra'ad Hamoody werd beste keeper. Beide spelers komen uit Irak.

## Speellocatie
| Bagdad (Irak) | Al-shaabstadion Capaciteit: 40.000 |
| ------------- | ---------------------------------- |
| · Bagdad      |                                    |

## Eindstand
| Team                         | GS | W | G | V | DV | DT | DS  | Pnt. |
| ---------------------------- | -- | - | - | - | -- | -- | --- | ---- |
| Irak                         | 6  | 6 | 0 | 0 | 23 | 1  | +22 | 12   |
| Koeweit                      | 6  | 4 | 1 | 1 | 15 | 4  | +11 | 9    |
| Saoedi-Arabië                | 6  | 3 | 2 | 1 | 14 | 4  | +10 | 8    |
| Bahrein                      | 6  | 2 | 2 | 2 | 8  | 9  | −1  | 6    |
| Qatar                        | 6  | 2 | 1 | 3 | 4  | 13 | −9  | 5    |
| Verenigde Arabische Emiraten | 6  | 1 | 0 | 5 | 5  | 18 | −13 | 4    |
| Oman                         | 6  | 0 | 0 | 6 | 1  | 21 | −20 | 0    |

## Wedstrijden
|                                  |                                |       |         |                         |
| 23 maart 1979 «onderlinge duels» | Irak                           | 4 – 0 | Bahrein | Al-shaabstadion, Bagdad |
| 23 maart 1979 «onderlinge duels» | Saeed 48', 88', 90' Shakir 64' |       |         | Al-shaabstadion, Bagdad |

|                                  |                         |       |                              |                         |
| 24 maart 1979 «onderlinge duels» | Saoedi-Arabië           | 2 – 1 | Verenigde Arabische Emiraten | Al-shaabstadion, Bagdad |
| 24 maart 1979 «onderlinge duels» | Naseab 22' Abdullah 70' |       | Easa 51'                     | Al-shaabstadion, Bagdad |

|                                  |                                  |       |          |                         |
| 24 maart 1979 «onderlinge duels» | Koeweit                          | 3 – 1 | Qatar    | Al-shaabstadion, Bagdad |
| 24 maart 1979 «onderlinge duels» | Souwaid 19' Al-Buloushi 34', 79' |       | Easa 51' | Al-shaabstadion, Bagdad |

|                                  |                      |       |       |                         |
| 27 maart 1979 «onderlinge duels» | Irak                 | 2 – 0 | Qatar | Al-shaabstadion, Bagdad |
| 27 maart 1979 «onderlinge duels» | Saeed 1', 60' (pen.) |       |       | Al-shaabstadion, Bagdad |

|                                  |                                           |       |                              |                         |
| 27 maart 1979 «onderlinge duels» | Bahrein                                   | 3 – 0 | Verenigde Arabische Emiraten | Al-shaabstadion, Bagdad |
| 27 maart 1979 «onderlinge duels» | Shuwair 5' Zowaid 12' (pen.) Al-Hayki 18' |       |                              | Al-shaabstadion, Bagdad |

|                                  |                                          |       |      |                         |
| 28 maart 1979 «onderlinge duels» | Saoedi-Arabië                            | 4 – 0 | Oman | Al-shaabstadion, Bagdad |
| 28 maart 1979 «onderlinge duels» | Jasim 34', 54' Khalifah 69' Abdullah 79' |       |      | Al-shaabstadion, Bagdad |

|                                  |            |       |                              |                         |
| 29 maart 1979 «onderlinge duels» | Qatar      | 1 – 0 | Verenigde Arabische Emiraten | Al-shaabstadion, Bagdad |
| 29 maart 1979 «onderlinge duels» | Muftah 40' |       |                              | Al-shaabstadion, Bagdad |

|                                  |                                       |       |           |                         |
| 30 maart 1979 «onderlinge duels» | Bahrein                               | 3 – 1 | Oman      | Al-shaabstadion, Bagdad |
| 30 maart 1979 «onderlinge duels» | Zowaid 13' Al-Zayyani 35' Shuwair 88' |       | Sumar 53' | Al-shaabstadion, Bagdad |

|                                  |                                    |       |            |                         |
| 30 maart 1979 «onderlinge duels» | Irak                               | 3 – 1 | Koeweit    | Al-shaabstadion, Bagdad |
| 30 maart 1979 «onderlinge duels» | Hassan 9' Ahmed 47' Abdulsahib 90' |       | Juma'a 75' | Al-shaabstadion, Bagdad |

|                                 |           |       |      |                         |
| 1 april 1979 «onderlinge duels» | Qatar     | 1 – 0 | Oman | Al-shaabstadion, Bagdad |
| 1 april 1979 «onderlinge duels» | Daham 33' |       |      | Al-shaabstadion, Bagdad |

|                                 |                                                                                       |       |                              |                         |
| 1 april 1979 «onderlinge duels» | Koeweit                                                                               | 7 – 0 | Verenigde Arabische Emiraten | Al-shaabstadion, Bagdad |
| 1 april 1979 «onderlinge duels» | [[Naaem Saad\|Saad]] 14' Sowaid 43', 80' Kamel 45' Al-Buloushi 47', 88' Al-Dakhil 84' |       |                              | Al-shaabstadion, Bagdad |

|                                 |               |       |            |                         |
| 3 april 1979 «onderlinge duels» | Saoedi-Arabië | 1 – 1 | Bahrein    | Al-shaabstadion, Bagdad |
| 3 april 1979 «onderlinge duels» | Jasim 53'     |       | Ghaith 41' | Al-shaabstadion, Bagdad |

|                                 |                 |       |      |                         |
| 3 april 1979 «onderlinge duels» | Koeweit         | 2 – 0 | Oman | Al-shaabstadion, Bagdad |
| 3 april 1979 «onderlinge duels» | Sowaid 40', 47' |       |      | Al-shaabstadion, Bagdad |

|                                 |                                                           |       |       |                         |
| 4 april 1979 «onderlinge duels» | Saoedi-Arabië                                             | 7 – 0 | Qatar | Al-shaabstadion, Bagdad |
| 4 april 1979 «onderlinge duels» | Abdullah 14', 15', 45', 48', 55' Hamdan 32' Abdrabbuh 89' |       |       | Al-shaabstadion, Bagdad |

|                                 |                                                            |       |                              |                         |
| 4 april 1979 «onderlinge duels» | Irak                                                       | 5 – 0 | Verenigde Arabische Emiraten | Al-shaabstadion, Bagdad |
| 4 april 1979 «onderlinge duels» | Ahmed 25' Abdulsahib 40' Hassan 47' Saeed 66' Khudhair 85' |       |                              | Al-shaabstadion, Bagdad |

|                                 |                                                       |       |      |                         |
| 6 april 1979 «onderlinge duels» | Irak                                                  | 7 – 0 | Oman | Al-shaabstadion, Bagdad |
| 6 april 1979 «onderlinge duels» | Saeed 30', 32', 40', 86' Hassan 43', 50' Khudhair 52' |       |      | Al-shaabstadion, Bagdad |

|                                 |         |       |               |                         |
| 6 april 1979 «onderlinge duels» | Koeweit | 0 – 0 | Saoedi-Arabië | Al-shaabstadion, Bagdad |
| 6 april 1979 «onderlinge duels» |         |       |               | Al-shaabstadion, Bagdad |

|                                 |             |       |                   |                         |
| 7 april 1979 «onderlinge duels» | Bahrein     | 1 – 1 | Qatar             | Al-shaabstadion, Bagdad |
| 7 april 1979 «onderlinge duels» | Shuwair 77' |       | Bashir 27' (pen.) | Al-shaabstadion, Bagdad |

|                                 |                       |       |               |                         |
| 8 april 1979 «onderlinge duels» | Irak                  | 2 – 0 | Saoedi-Arabië | Al-shaabstadion, Bagdad |
| 8 april 1979 «onderlinge duels» | Hassan 24' Farhan 36' |       |               | Al-shaabstadion, Bagdad |

|                                 |                 |       |         |                         |
| 9 april 1979 «onderlinge duels» | Koeweit         | 2 – 0 | Bahrein | Al-shaabstadion, Bagdad |
| 9 april 1979 «onderlinge duels» | Sowaid 19', 84' |       |         | Al-shaabstadion, Bagdad |

|                                 |      |                                                        |                              |                         |
| 9 april 1979 «onderlinge duels» | Oman | 0 – 4                                                  | Verenigde Arabische Emiraten | Al-shaabstadion, Bagdad |
| 9 april 1979 «onderlinge duels» |      | Abdulrahman 29' Chowmbi 43' Bushanain 73' Abdullah 77' |                              | Al-shaabstadion, Bagdad |

| Winnaar Gold Cup of Nations 1979 |
| -------------------------------- |
|                                  |
| Irak (1ste titel)                |

1970 · 1972 · 1974 · 1976 · 1979 · 1982 · 1984 · 1986 · 1988 · 1990 · 1992 · 1994 · 1996 · 1998 · 2002 · 2003 · 2004 · 2007 · 2009 · 2010 · 2013 · 2014 · 2017 · 2019 · 2023 · 2024